# Сильвий Вюртембергский
Сильвий I Нимрод Вюртембергский (нем. Silvius I Nimrod von Württemberg-Oels; 2 мая 1622, Вайльтинген — 24 апреля 1664, Бжезинка) — первый герцог Олесницкий из Вюртембергской династии с 1647 года.

## Биография
Представитель Вюртембергского дома. Второй сын герцога Юлия Фридриха Вюртембергско-Вайльтингенского (1588—1635) и Анны Сабины Шлезвиг-Гольштейн-Зондербургской (1593—1659). Изучал историю и математику в Страсбурге.
В 1638 году Сильвий Вюртембергский в составе армии герцога Бернхарда Саксен-Веймарского участвовал в осаде Брейзаха. После смерти Бернхарда Саксен-Веймарского в 1639 году Сильвий Вюртембергский находился при дворе его старшего брата Эрнста I Благочестивого, который в 1640 году унаследовал герцогство Саксен-Гота.
1 мая 1647 года Сильвий Вюртембергский женился Эльжбете Марии Олесницкой (1625—1686), единственной дочери князя Карла Фридриха Подебрадовича, князя Олесницкого и Берутувского (1593—1647), и Анны Софии Саксен-Веймарской (1598—1641). 31 мая того же года скончался Карл Фридрих Подебрадович, отец Эльжбеты Марии. Поскольку Карл Фридрих был последним мужским представителем князей Олесницких из династии Панов из Подебрадов, после его смерти Олесницкое княжество (Эльс и Бернштадт) должно было отойти Чешской короне. Император Священной Римской империи Фердинанд III Габсбург, являвшийся также королем Чехии, должен был унаследовать Олесницкое княжество. После длительных переговоров в Вене Сильвий Нимрод Вюртембергский 15 декабря 1648 года заплатил императору 20 000 гульденов и получил от него право на владение герцогством Олесницким (Эльс). Одновременно Сильвий Вюртембергский вынужден был отказаться от своих прав на герцогство Вюртемберг-Вайльтинген.
Новый герцог Сильвий Нимрод Вюртембергский приступил к восстановлению Олесницкого княжества, которое пострадало во время Тридцатилетней войны. Он акцентировал своё внимание на образование и церковь. В 1652 году Сильвий и Эльжбета Мария основали Орден черепа, который просуществовал до XIX века.
В 1633 году Сильвий Вюртембергский приобрел Доброшице в Силезии, которому даровал городские права.
Придворным врачом герцога был Ангелус Силезиус с 1647 по 1652 год. Маттеус Апельт до 1639 года был советником и капельмейстером герцога.
Сильвий Нимрод Вюртембергский скончался от инсульта 26 апреля 1664 года, во время своего визита в Бжезинку. В соответствии с его завещанием опекуном его несовершеннолетних детей стал князь Кристиан Бжегский. Для предотвращения имперской опеки, которая, вероятно, означала католическое образование, Кристиан Бжегский отправил сыновей Сильвия в Тюбинген на учёбу в Collegium illustre.

## Брак и дети
1 мая 1647 года Сильвий Нимрод Вюртембергский женился на Эльжбете Марии Олесницкой (11 мая 1625 — 17 марта 1686), от брака с которой у него было пять сыновей и две дочери:
- Анна София (1648—1661)
- Карл Фердинанд (1650—1669)
- Сильвий II Фридрих (1651—1697), герцог Олесницкий (Эльс)
- Христиан Ульрих I (1652—1704), герцог Берутувский (Бернштадт)
- Юлий Зигмунд (1653—1684), герцог Доброшицкий (Юлиусбург)
- Кунигунда Юлиана (1655—1655)
- Сильвий (1660—1660).